# Tucker Albrizzi
Tucker Albrizzi (Palm Harbor, 25 de fevereiro de 2000) é um ator, dublador e comediante estadunidense. Ele é mais conhecido por seu papel atual como Tyler Duncan em Big Time Rush e Jake em Boa Sorte, Charlie. Ele também apareceu em filmes como I Am a Number Four, Bridesmaids, Sicko e Alvin e os Esquilos: Chipwrecked.

## Carreira
Tucker começou como dublador em 2010 com ParaNorman no papel de Neil. Ele também dublou a voz de Budderball em Treasure Buddies (substituindo Josh Flitter).

## Filmografia
| Filmes          | Filmes                                 | Filmes                                |
| Ano             | Título                                 | Papel                                 |
| --------------- | -------------------------------------- | ------------------------------------- |
| 2009            | Treasure Buddies                       | Budderball                            |
| 2011            | I Am Number Four                       | Tuck                                  |
| 2011            | Bridesmaids                            | Garoto de Patinação Artística no gelo |
| 2011            | Alvin e os Esquilos: Chipwrecked       | Menino da pipa                        |
| 2011            | Spooky Buddies                         | Bartleby                              |
| 2012            | ParaNorman                             | Neil                                  |
| 2012            | Treasure Buddies                       | Budderball                            |
| Televisão       |                                        |                                       |
| Ano             | Título                                 | Papel                                 |
| 2009            | Bless This Mess                        | Michael                               |
| 2009            | The Late Late Show with Craig Ferguson | Crítico                               |
| 2009            | The Jay Leno Show                      | Flunker                               |
| 2009            | The Office                             | Son                                   |
| 2009-2011       | Big Time Rush                          | Tyler                                 |
| 2010            | Tim and Eric Awesome Show, Great Job!  | Jammer                                |
| 2010            | Dark Blue                              | Marky                                 |
| 2010            | Childrens Hospital                     | Criança                               |
| 2010            | Mike & Molly                           | Tucker                                |
| 2010            | Desperate Housewives                   | Ricky                                 |
| 2010            | Brothers & Sisters                     | Criança jogando Tebaldo               |
| Zeke and Luther | Belly                                  | 2 episódios                           |
| 2010-atulmente  | Boa Sorte, Charlie                     | Jake                                  |
| 2011            | Pack of Wolves                         | Darwin Oppenheimer                    |
| 2012            | Lab Rats                               | Gordo                                 |

## Prêmios e nomeações
| Ano  | Prêmio                   | Categoria                                                                               | Trabalho           | Resultado |
| ---- | ------------------------ | --------------------------------------------------------------------------------------- | ------------------ | --------- |
| 2010 | 32nd Young Artist Awards | Melhor Performance Guest Star em uma série de TV                                        | Boa Sorte, Charlie | Venceu    |
| 2010 | 32nd Young Artist Awards | Melhor Performance recorrente em Série de TV                                            | Big Time Rush      | Indicado  |
| 2011 | 33rd Young Artist Awards | Melhor desempenho em uma série de TV - comentários, estrelado pelo jovem ator dez e sob | Big Time Rush      | Indicado  |
| 2011 | 33rd Young Artist Awards | Melhor Performance em um filme de DVD - elenco jovem                                    | Spooky Buddies     | Indicado  |